# Sabanci Center
Akbank Tower – najwyższy wieżowiec należący do kompleksu budynków Sabanci Center w Stambule, w Turcji. Wieżowiec posiada 39 kondygnacji i 158 metrów wysokości.